# Lunardelli
Lunardelli là một đô thị thuộc bang Paraná, Brasil. Đô thị này có diện tích 199,22 km², dân số năm 2007 là 5152 người, mật độ 21,5 người/km².